# Wilfrid Dixon
Wilfrid Joseph Dixon (* 13. Dezember 1915 in Portland, Oregon, USA; † 20. September 2008) war ein US-amerikanischer Statistiker, bekannt für seine Arbeiten über verteilungsfreie Statistik, serielle Korrelation und Analyse unvollständiger Daten.
Dixon erlangte 1938 den B.A. in Mathematik an dem Oregon State College, ein Jahr später den M.A. in Mathematik an der University of Wisconsin und 1944, unter der Leitung von Samuel Stanley Wilks an der Princeton University erlangt er das Ph. D. Further Contributions to the Theory of Serial Correlation als Doktorarbeit. Von 1942 bis 1943 unterrichtete er an der University of Oklahoma, von 1946 bis 1955 an der University of Oregon und ab 1955 an der University of California at Los Angeles (UCLA), wo er ab 1986 Prof.Emeritus war. An der UCLA trug er wesentlich dazu bei, dass die Abteilung für Biostatistik entstand. Er organisierte die Abteilung von Biomathematik an der Medizinschule, die er von 1967 bis 1974 leitete. Von 1974 bis 1980 war er Mitglied der USA-UdSSR-Arbeitsgruppe für Software. Dixon trug wesentlich an der Schaffung des ersten allgemeinen Statistik-Software-Pakets (BMD, Biomedical Computer Programs, später BMDP Statistical Software) bei. Er organisierte die Sektion Statistical Computing sowohl an der American Statistical Association (ASA) als auch am International Statistics Institute. 1992 erhielt er den Wilks Memorial Award.
Dixon hat zweimal geheiratet, zuerst Eva Milne (Tochter des Mathematikers William Edmund Milne), nach deren Tod Glory, mit der er zwei Töchter zeugte. Zwei von den 14 Enkelkinder wurden Biostatistiker.

## Schriften
- The statistical sign test, in Journal of the American Statistical Association, 1946, Mitverfasser A. M. Mood
- Analysis of extreme values, in Annals of Mathematical Statistics, 1950
- Ratios Involving Extreme Values, in Annals of Mathematical Statistics, 1951
- Introduction to statistical analysis, 1951, Mitverfasser Massey, Frank Jones Massey. Es wird als das erste Statistik-Handbuch für nicht-Mathematiker betrachtet.
- Simplified Statistics for Small Numbers of Observations. in Anal. Chem., 1951, Mitverfasser R. B. Dean
- Processing data for outliers, in Biometrika, 1953
- Power functions of the sign test and power efficiency for normal alternatives, in Annals of Mathematical Statistics, 1953
- Power under normality of several nonparametric tests, in Annals of Mathematical Statistics, 1954
- Estimates of the mean and standard deviation of a normal population, in Annals of Mathematical Statistics, 1957
- Simplified estimation from censored normal samples, in Annals of Mathematical Statistics, 1960
- Rejection of observations, in Contributions to Order Statistics (edito da Ahmed E. Sarhan e Bernard G. Greenberg), 1962
- BMD: Biomedical Computer Programs, 1965
- The Choice of Origin and Scale for Graphs, in Journal of the Association for Computing Machinery, 1965, Mitverfasser Kronmal
- Approximate behavior of the distribution of Winsorized t, in Technometrics, 1968, Mitverfasser John W. Tukey
- Assessment of psychiatric outcome. II. Simple Simon analysis., in Journal of psychiatric research, 1972, Mitverfasser P.R.May e  P.Potepan
- Exploring Data Analysis: The Computer Revolution in Statistics, 1974, coautore Wesley Lathrop Nicholson
- The approximate behaviour and performance of the two-sample trimmed t. in Biometrika, 1973, Mitverfasser K.K.Yuen
- Robustness in Real Life. A Study of Clinical Laboratory Data, in Biometrics, 1982, Mitverfasser M.A. Hill